# 8208 Volta
8208 Volta este un asteroid din centura principală, descoperit pe 28 februarie 1995, de Piero Sicoli și Pierangelo Ghezzi.